# Hugh Skinner
Hugh William Skinner (London, 1985. január 6. –) angol színész. 
Leginkább a W1A és The Windsors című sorozatokból, illetve A nyomorultak és Mamma Mia! Sose hagyjuk abba című filmekből ismert.

## Fiatalkora
Londonban és Tunbridge Wells-ben nőtt fel, és az Eastbourne College tanulója volt 1998-tól 2003-ig. Négy éves korában az ausztráliai Perth-ben is élt. 2006-ban diplomázott a London Academy of Music and Dramatic Art tanulójaként.

## Magánélete
Homoszexuális.
Jó barátságban áll Jonathan Bailey színésszel.

## Filmográfia

### Film
| Év   | Magyar cím                             | Eredeti cím                      | Szerep           | Magyar hang  |
| ---- | -------------------------------------- | -------------------------------- | ---------------- | ------------ |
| 2008 | Holtak napja                           | Day of the Dead                  | Kyle             | Turi Bálint  |
| 2012 | A nyomorultak                          | Les Misérables                   | Joly             |              |
| 2015 |                                        | Kill Your Friends                | John             |              |
| 2017 |                                        | Hampstead                        | Erik             |              |
| 2017 | Star Wars VIII. rész – Az utolsó jedik | Star Wars: The Last Jedi         | Geno Namit       |              |
| 2018 | Mamma Mia! Sose hagyjuk abba           | Mamma Mia! Here We Go Again      | Harry fiatalon   | Czető Roland |
| 2019 |                                        | Steven Berkoff's Tell Tale Heart | Sunny            |              |
| 2021 |                                        | Falling for Figaro               | Max              |              |
| 2022 | A meghívás                             | The Invitation                   | Oliver Alexander | Zámbori Soma |
| TBA  |                                        | Real Love (Yes, It's Real Love!) | Newman           |              |

### Televízió
| Év        | Magyar cím               | Eredeti cím                | Szerep               | Megjegyzések                                |
| --------- | ------------------------ | -------------------------- | -------------------- | ------------------------------------------- |
| 2007      |                          | Bonkers                    | Daniel               | 1 epizód                                    |
| 2008      | Egy tiszta nő            | Tess of the D'Urbervilles  | Felix Clare          | minisorozat (4 epizód)                      |
| 2010      |                          | Any Human Heart            | Lionel Mountstuart   | minisorozat (2 epizód)                      |
| 2011      |                          | Law & Order: UK            | Ian Naylor           | 1 epizód                                    |
| 2013      | Hadisajtó                | The Wipers Times           | Barnes               | - tévéfilm - magyar hangja: - Albert Gábor  |
| 2014      | A mi kis állatkertünk    | Our Zoo                    | Dr. Barnaby Ford     | minisorozat (4 epizód)                      |
| 2014–2017 |                          | W1A                        | Will Humphries       | főszereplő (15 epizód)                      |
| 2015      |                          | Bugsplat!                  | James                | tévéfilm                                    |
| 2016      |                          | Poldark                    | Unwin Trevaunance    | 5 epizód                                    |
| 2016–2019 | Bolhafészek              | Fleabag                    | Harry                | főszereplő (12 epizód)                      |
| 2016–2023 |                          | The Windsors               | Wills                | főszereplő (23 epizód)                      |
| 2017–2018 | Kurtizánok kora          | Harlots                    | Sir George Howard    | 8 epizód                                    |
| 2018      | A Romanov-dinasztia      | The Romanoffs              | Simon Burrows        | 1 epizód                                    |
| 2018      | Zog, a sárkány           | Zog                        | Zog (hangja)         | rövidfilm                                   |
| 2020      | Zog és a repülő doktorok | Zog and the Flying Doctors | Zog (hangja)         | tévéfilm                                    |
| 2020      |                          | Little Birds               | Hugo Cavendish-Smyth | főszereplő (6 epizód)                       |
| 2023      | Vaják                    | The Witcher                | Radovid herceg       | - 7 epizód - magyar hangja: - Ágoston Péter |
| 2023      |                          | Partygate                  | Josh Fitzmaurice     | tévéfilm                                    |

## Fordítás
- Ez a szócikk részben vagy egészben  a   Hugh Skinner című angol Wikipédia-szócikk ezen változatának fordításán alapul.  Az eredeti cikk szerkesztőit annak laptörténete sorolja fel. Ez a jelzés csupán a megfogalmazás eredetét és a szerzői jogokat jelzi, nem szolgál a cikkben szereplő információk forrásmegjelöléseként.